# Lidija Jenko
Lidija Jenko, slovenska filmska in televizijska igralka, * 1960-ta.
Nastopila je v več filmih jugoslovanske in tuje produkcije, tudi slovenskih, npr. Dih, Heretik in Decembrski dež, ter več serijah, npr. Pripovedke iz medenega cvetličnjaka v produkciji RTV Slovenija.

## Filmografija
- Pripovedke iz medenega cvetličnjaka (1991, TV nadaljevanka)
- Destroying Angel (1990, celovečerni igrani film)
- Ječarji (1990, celovečerni igrani film)
- Decembrski dež (1990, celovečerni igrani film)
- Večernja zvona (1988, TV nadaljevanka)
- Život sa stricem (1988, celovečerni igrani film)
- Večernja zvona (1986, celovečerni igrani film)
- Heretik (1986, celovečerni igrani film)
- Der Sonne entgegen (1984, TV nadaljevanka)
- Dih (1983, celovečerni igrani film)